# Орден Непорочного зачатия Девы Марии Вила-Висозской
Орден Непорочного зачатия Девы Марии Вила-Висозской (порт. Ordem de Nossa Senhora da Conceiçâo de Vila Viçosa) — старший династический орден дома Браганса (Португалия).

## История
Орден был учреждён 6 февраля 1818 года королём Жуаном VI как Военный орден Девы Марии Висозской (порт. Militar Ordem de Nossa Senhora de Conceição de Vila Viçosa). Вручался за выдающиеся заслуги, как подданным Соединённого королевства Португалии, Бразилии и Алгарве, а затем Португалии, так и иностранцам. Первыми кавалерами ордена стали португальцы, отличившиеся в войне против наполеоновской оккупации. Последний король династии Браганса, Мануэл II, находясь в изгнании, преобразовал орден из военного в династический. Святой покровительницей ордена считается дева Мария. Орден был официально восстановлен в 1983 году, что фактически означает что все награждения между 1910 (год свержения монархии в Португалии) и 1983 годом были неофициальными. День ордена отмечается 8 февраля, в католический праздник Непорочного зачатия.
Первыми кавалерами Большого креста после повторного учреждения ордена стали инфант Хуан де Бурбон, отец Хуана Карлоса I, инфант Карлос Калабрийский и эрцгерцог Австрийский Отто фон Габсбург. В дальнейшем кавалерами Большого креста стали Виктор Эммануил, герцог Савойский, кронпринц Югославии Александр и братья Дуарте Пиу, главы дома Браганса, — Мигел (герцог Визеу) и Энрике (герцог Коимбра).
Структура ордена, в отличие от более ранних португальских рыцарских орденов, таких, как орден Христа, орден Святого Бенедикта Ависского и орден Меча Святого Иакова, учреждённых как монашеские и позже секуляризованных, больше походила на структуру ордена Башни и Меча, возрождённого незадолго до этого Жуаном VI. Гроссмейстером ордена является глава дома Браганса. При учреждении ордена были определены три степени — Большой крест, командор и рыцарь — и максимальное число носителей (12 кавалеров Большого креста, не считая сверхштатных, 40 командоров и 100 рыцарей). На практике, однако, награждение орденом происходило редко, как до революции, так и после возвращения главы династии Браганса в Португалию в 1950 году. В ознаменование 350-летия независимости Португалии герцог Браганса ввёл в дополнение к трём существующим степеням ордена медаль Заслуг ордена. Этой медалью была, в частности, награждена вся сборная Португалии по футболу после чемпионата мира 2006 года.
В 1955 году Фонд дома Браганса издал книгу «Военный орден Непорочного зачатия девы Марии Вила-Висозской», где содержится информация о его истории с момента создания, статут, связанные с орденом королевские указы, директивы и другие документы, а также изображения знаков ордена. Книга представляет собой наиболее авторитетный источник сведений по истории ордена.

## Гроссмейстеры
- Педру I, император Бразилии
- Жуан VI
- Мария II
- Мигел I
- Педру V
- Луиш I
- Карлуш I Мученик
- Мануэл II
- Дуарте Нуну, герцог Браганса
- Дуарте Пиу, герцог Браганса

## Знаки отличия
Дизайн ордена был разработан французским художником Жаном-Батистом Дебре. Знак ордена представляет собой увенчанную короной девятиконечную звезду. Основные лучи звезды покрыты белой эмалью с золотым ободком, а между ними располагаются пучки золотых лучей, на которых размещены белые эмалевые пятиконечные звёзды.
Центр звезды занимает позолоченный медальон, заключённый в ободок синей эмали. В центре медальона монограмма из латинских букв A и M, что означает «Ave Maria». По синей кайме идёт надпись «PADROEIRA DO REINO» (порт. «Патронесса королевства»).
Звезда ордена, которую имеют право носить рыцари Большого креста и командоры, представляет собой увеличенный знак ордена с минимальными изменениями: корона украшена семью драгоценными камнями (тремя красными и четырьмя зелёными — цвета флага Португалии) и сдвинута вниз, частично закрывая верхний луч девятиконечной звезды.
Лента ордена — муаровая голубая с белыми полосами по краям.